# Nadi (miasto)
Nadi (Nandi) – piąte pod względem liczby ludności miasto Fidżi (Dystrykt Zachodni; prowincja Ba), położone w zachodniej części wyspy Viti Levu. Według danych szacunkowych na rok 2009 liczy 45 519 mieszkańców, w większości pochodzenia fidżyjskiego i indofidżyjskiego.
W odległości 9 km od Nadi znajduje się główny międzynarodowy port lotniczy (kod IATA: NAN), obsługiwany m.in. przez Air Pacific (narodowe linie lotnicze Fidżi), Air New Zealand, Freedom Air i Qantas. 